# Battuta di caccia (romanzo)
Battuta di caccia (in danese Fasandraeberne) è un romanzo giallo noir scandinavo dello scrittore Jussi Adler-Olsen, pubblicato nel 2008. È il secondo libro dedicato alle vicende dell'investigatore Carl Mørck e della Sezione Q della polizia di Copenaghen.

## Trama
Carl Mørck e il suo aiutante Assad, dopo il successo del caso  di Merete Lynggaard, godono di una reputazione internazionale tale che, dalla Norvegia, arriva una delegazione di esperti per aggiornamento professionale. Carl odia queste cose, ma sono il prezzo della fama. Intanto Assad ha scovato un caso che si rivela pieno di gravi interrogativi, benché ci sia un reo confesso che sta scontando in carcere la condanna all'ergastolo. Si tratta della barbara uccisione di due fratelli, avvenuta nel 1987 in una casa per le vacanze. I sospetti, mai dimostrati, portano a una banda di collegiali che frequentavano la stessa scuola delle loro vittime. A distanza di vent'anni, a parte Bjarne Thøgersen (che durante la condanna si è molto arricchito), gli altri membri del gruppo, tutti  appartenenti a famiglie ricche, si sono affermati in vari settori, come Ditlev Pram, Torsten Florin e Ulrik Dybbøl Jensen. Kristian Wolf è morto in un incidente di caccia e l'unica ragazza, Kimmie (Kirsten-Marie Lassen), vive per strada.
Lo scopo della Sezione Q, alla quale è stata destinata anche una segretaria, Rose, è di occuparsi di casi irrisolti e questo invece sembra concluso con la condanna di Bjarne; perciò dal capo della Polizia arriva l'ordine di accantonarlo. Le pressioni su Carl si moltiplicano quando lui ritiene di non obbedire agli ordini. Con un lavoro indefesso Carl, Assad e Rose trovano moltissimi indizi trascurati a suo tempo, ma non comprendono come e perché Kimmie sia introvabile e si scopre che nel 1996 la donna era sposata con Bjarne e che aveva perso un bambino, prima di volatilizzarsi. Invece i membri restanti del gruppo cercano e temono Kimmie perché pensano che, in seguito a un pestaggio (compiuto da Kristian e che le ha procurato l'aborto), lei aspetti di vendicarsi di tutti loro.
Kimmie in effetti ha ucciso Kristian e il delitto è passato per un incidente solo per l'interesse degli altri a tenere lontane le autorità. Ora però, la riapertura del caso e lo strano intervento di una sconosciuta in casa di Ditlev, costringono i tre a fare i conti con l'aumento della tensione e del pericolo. Prima dell'omicidio dei fratelli Lisbeth e Søren Jørgensen,c'erano state altre vittime tra gli studenti del collegio e in seguito tra persone inermi, aggredite per strada. Con l'aiuto di un poliziotto legato ai fratelli Jørgensen, Carl si rende conto dell'enormità delle azioni criminali del gruppo. Quello che ignorerà sino alla soluzione del caso è che Kimmie, educata con metodi molto violenti, si farà giustizia sia nei confronti della famiglia di origine, sia verso i suoi ex complici, sorprendendoli in una delle loro famose battute di caccia, nelle quali vengono sacrificati infiniti animali per il loro sadico divertimento.

## Personaggi
- Carl Mørck, ispettore della polizia di Copenaghen. Separato dalla moglie Vigga, vive con il figliastro Jesper e un inquilino, Morten Holland.
- Assad (Hafez el-Assad, più esattamente Assad el-Hafez), giovane siriano assegnato come aiutante a Carl.
- Rose Knudsen, poliziotta assegnata alla Sezione Q.
- Anker, Hardy Henningsen, colleghi di Carl, in servizio con lui durante una perquisizione. Sorpresi da una sparatoria, Anker è morto, Hardy è rimasto invalido e Carl ferito alla testa.
- Marcus Jacobsen, capo della squadra omicidi, superiore di Carl.
- Lars Biørn, vice di Marcus.
- Børge Bak, altro caposquadra in polizia, ostile a Carl.
- Mona Ibsen, psicologa della centrale di polizia.
- Ditlev Pram, fondatore di cliniche private molto redditizie: membro della "banda del collegio".
- Torsten Florin, stilista di moda: membro della "banda del collegio".
- Ulrik Dybbøl Jensen, analista di Borsa: membro della "banda del collegio".
- Kristian Wolf, membro della "banda del collegio", morto in un incidente di caccia.
- Bjarne Thøgersen, membro della "banda del collegio", sconta in carcere un duplice omicidio da lui stesso confessato.
- Finn Aalbæk, detective privato al servizio di Ditlev, Torsten e Ulrik.
- Kimmie (Kirsten-Marie Lassen), unica ragazza della "banda del collegio", vive per strada.
- Tine-dei-topi, barbona tossicodipendente, amica di  Kimmie.
- Arne Jacobsen e il figlio Johan, poliziotti.
- Valdemar Florin, padre di Torsten.
- Thelma, moglie di  Ditlev.
- Frank Helmond, amante di Thelma.
- Kassandra Lassen, matrigna di Kimmie.
- Willy K. Lassen, padre di Kimmie.
- Kåre Bruno, Kyle Basset, Lisbeth e Søren Jørgensen, vittime della "banda del collegio".

## Opere derivate
Nel 2014 è stato realizzato il film The Absent One - Battuta di caccia (Fasandraeberne), con Nikolaj Lie Kaas nel ruolo di Carl Mørck e Fares Fares nella parte di Assad.

## Edizioni in italiano
- Jussi Adler-Olsen, Battuta di caccia, traduzione di Maria Valeria D'Avino, Venezia: Marsilio, 2012
- Jussi Adler-Olsen, Battuta di caccia, Milano: Corriere della Sera, 2015